# Salacia kalahiensis
Salacia kalahiensis är en benvedsväxtart som beskrevs av Pieter Willem Korthals. Salacia kalahiensis ingår i släktet Salacia och familjen Celastraceae. Inga underarter finns listade.